# Dominique Perrin (universitaire)
Pour les articles homonymes, voir Dominique Perrin et Perrin.
Dominique Perrin est un mathématicien et informaticien français. Polytechnicien et professeur des universités, il a été président de l'Université Paris-Est-Marne-la-Vallée (devenue depuis Université Gustave Eiffel), président du Polytechnicum de Marne-la-Vallée et  directeur de l'ESIEE Paris. Ses contributions à la recherche portent essentiellement sur la théorie des codes, les automates et la combinatoire des mots.

## Biographie

### Études
Né à Paris le 5 novembre 1946, Dominique Perrin fait ses études supérieures à l'École polytechnique française de 1966 à 1968. Il prépare plus tard un doctorat sur les codes bipréfixes et groupes de permutations sous la direction de Marcel-Paul Schützenberger et devient Docteur ès Sciences de l'Université Paris VII en 1975, .

### Enseignant-chercheur
Il commence sa carrière comme chercheur au CNRS de 1970 à 1977 et enseigne à l'université du Chili de 1972 à 1973.
Il est ensuite professeur à l'université de Rouen (1977-1983), à l'université Paris 7 (1983-1993), à l’École polytechnique française (1989-2002) puis depuis 1993 à l'Université de Marne-la-vallée au sein de l'Institut d'électronique et d'informatique Gaspard-Monge (IGM).

### Directions et présidences
Il est nommé directeur de l’UFR d’informatique de l'Université Paris 7 de 1985 à 1993 et directeur du Laboratoire d'Informatique Théorique et Programmation (LITP) de 1988 à 1993. Il est vice-président à la recherche de l'Université Paris 7 de 1987 à 1992.
Il devient le premier président de l’Université de Marne-la-Vallée de 1997 à 2002 (après Daniel Laurent, administrateur provisoire) puis prend la présidence du Polytechnicum de Marne-la-Vallée de 2002 à 2009. Il est président d'honneur de l’Université de Marne-la-Vallée depuis 2002.
Il devient directeur de l'ESIEE Paris de 2003 à 2017, .
Il fonde en 2006 avec Bernard Decomps le pôle de compétitivité Ville et Mobilité Durables  (devenu Advancity).[réf. nécessaire]

### Divers
- Visiting scientist chez IBM (étés 1989, 1990, 2001).
- Membre d'Academia Europaea depuis 1989[5].
- Membre du Conseil d’Orientation des Écoles des Mines (2002-2007)
- Président du Conseil de perfectionnement de l’École Nationale des Sciences Géographiques (ENSG).
- Chevalier de la Légion d'Honneur[5].

### Contributions à la recherche et publications scientifiques
Dominique Perrin est un membre du groupe Lothaire, nom de plume de mathématiciens qui ont développé les fondements de la combinatoire des mots.
Il est un des descendants scientifiques de Marcel-Paul Schützenberger et a lui-même de nombreux descendants comme Maxime Crochemore.

## Ouvrages scientifiques
Il est auteur et éditeur de plusieurs ouvrages :
- Theory  of Codes, Academic Press, 1984, (avec Jean Berstel) [7]
- Electronic Dictionnaries and Automata in Computer Linguistics, Springer, 1989 (avec Maurice Gross)[8]
- Infinite Words, Elsevier, 2004 (avec Jean-Éric Pin)[9], [10]
- Codes and Automata, Cambridge University Press, 2009 (avec Jean Berstel et Christophe Reutenauer)[11], [12]

Il a contribué à plusieurs ouvrages du groupe Lothaire
- Combinatorics on words, Addison-Wesley Publishing Co., Reading, Mass., coll. « Encyclopedia of Mathematics and its Applications » (no 17), 1983, 238 p. (ISBN 978-0-201-13516-9, lire en ligne)Une seconde édition révisée est parue chez CUP, dans la collection Cambridge Mathematical Library, en 1997  (ISBN 978-0-521-59924-5)[13]
- Algebraic combinatorics on words, CUP, coll. « Encyclopedia of Mathematics and its Applications » (no 90), 2002, 504 p. (ISBN 978-0-521-81220-7, lire en ligne)[14]
- (en) Applied combinatorics on words, Cambridge (GB), CUP, coll. « Encyclopedia of Mathematics and its Applications » (no 105), 2005, 610 p. (ISBN 978-0-521-84802-2, lire en ligne)[15]

### Autres
- Articles de recherche
- Il a aussi publié de nombreux articles de recherche sur la théorie des langages formels :(en) « dominique perrin - Citations Google Scholar », sur scholar.google.com (consulté le 22 juin 2017)